# 脚气病
脚气病是一种由缺乏维生素B1引起的疾病，病症包括体重下降、精神萎靡、感官功能衰退、体虚、间歇性心律失常。
西方诸语言中的脚气病多为Beriberi一词，由僧伽罗语引用而来，在僧伽罗语中是“不能不能”的意思，指为病重得不能做任何事。1901年荷兰医学家伊科曼和格里金斯发现其致病原因為缺乏某种存在于谷皮中的营养素。
中文“脚气病”的来源仍有争议，在《千金要方》中将一种从足部开始逐渐肿胀无力的症状称为脚气（当然不同于足癣），且此病出现与汉人开始食用精米的时间类似；但也有说法称古人所说的脚气病乃是丹药中毒所致，非维生素B1缺乏。
在以精製白米為主食的區域中，腳氣病一度很常見。此種米食因為去除米糠，所以可以增加保存期限與口感，但也因此去除掉硫胺（thiamine）。在19世紀末之後才發現精製米類與腳氣病的關係。1925年发现这种营养素是维生素B1。

## 流行病學
糙米富含維生素B1，然而製造精品的過程，也就是所謂的碾米，必須除去稻殼好讓米粒容易乾燥，這使稻米的保存期限可以延長到數年。這種革新的稻米保存方式可以大大降低饑荒的發生，在以米飯為主食的亞洲地區尤其如此。然而，碾米的過程徹底去除了稻米所含的維生素B1，這對能從肉和蔬菜中補充維生素B1的富貴人家來說不是問題，但是對大部分亞洲人而言，腳氣病是存在歷史長達數千年的流行病。
腳氣病以往與過度依賴精製白米的飲食有關，因此在發現二者之間的關係後，可藉由改善飲食方法來預防與治療這種營養素缺乏症，例如添加便宜的米糠，但腳氣病至今仍在世界各地的拘留單位一再發生。
2007年，過度收容犯人的海地監獄裡，脚气病的患病率及死亡率奇高，最后发现是因为在料理過程采用传统的洗米程序，洗去了美国政府供給的“营养强化白米”裡所添加的营养素。
在象牙海岸某監獄中發現，64%的囚犯有腳氣病，這些人在治療前出現了神經症狀（佔41%）、心血管症狀（呼吸困難佔42%、胸痛佔35%）、下肢水腫（51%），治療後的痊癒率97%。
極度壓力下的族群也有較高的腳氣病風險，流離失所的族群如戰爭難民就較容易遭受微量營養素缺乏症，包括腳氣病。因為饑荒導致的極度營養缺乏也會造成腳氣病，但其他營養不良的生理病徵較顯著，因而在臨床評估時忽略掉腳氣病，極端減重的節食有時可能也會引起類似饑荒的生理狀態而伴隨腳氣病的發生。
1999年，台灣宜蘭靖廬拘留所亦發生因缺乏維生素B1而造成腳氣病集體爆發，共80名病患、12例嚴重個案、共3人死亡。根據1993至2008年之間數波國民營養健康狀況變遷調查資料顯示，台灣飲食中的維生素B1主要來自豬肉類、米食類與黃豆類及其製品，不同性別年齡層間的維生素B1缺乏盛行率在15%至30%之間。
中国远洋捕鱿渔船靠岸间隔极长，导致工人饮食极其简单，船方也未提供维生素B1补充剂。从2013到2021年，Outlaw Ocean Project登上超过24艘中国远洋鱿船，发现其中14艘上至少24名工人有脚气病症状，其中15人之后死亡。